# Stara Ruda (województwo wielkopolskie)
Stara Ruda – wieś w Polsce położona w województwie wielkopolskim, w powiecie konińskim, w gminie Wierzbinek, nad Notecią. Miejscowość jest siedzibą sołectwa Stara Ruda. 
W latach 1975–1998 miejscowość położona była w województwie konińskim. W roku 2011 wieś liczyła 293 mieszkańców, w tym 147 kobiety i 146 mężczyzn.

W gminnej ewidencji zabytków ujęte są: cmentarz ewangelicki z połowy XIX wieku oraz dom gliniano-murowany z lat 20. XX wieku.